# Ricardo Adé
Ricardo Adé Kat (San Marcos, Haití, 21 de mayo de 1990) es un futbolista haitiano. Juega de defensa y su equipo es Liga Deportiva Universitaria de la Serie A de Ecuador.
Es el primer haitiano en la historia en haber ganado un torneo internacional de clubes de Conmebol, como lo fue la Copa Sudamericana 2023.

## Trayectoria

### Inicios
En su país natal vistió las camisetas de Baltimore y Don Bosco, con este último equipo jugó internacionalmente en la Liga de Campeones de la Concacaf. En un breve paso por Estados Unidos fichó por el Miami United.

### Paso por Chile
Se convirtió en el primer jugador haitiano, en anotar un gol en el fútbol chileno, luego de convertir el gol de Santiago Morning, en la derrota como visitante por 3-1 ante Deportes La Serena, por la sexta fecha de la segunda rueda de la Primera B 2016-17, el sábado 25 de febrero de 2017.

### Mushuc Runa
En el año 2021 fue fichado por Mushuc Runa de la Primera División de Ecuador, teniendo una gran primera etapa, siendo elegido entre el 11 ideal del primer semestre de la Liga Pro de Ecuador, así mismo fue convocado a la selección de Haití, siendo capitán en la Copa de Oro de la Concacaf 2021.

### Aucas
En la temporada 2022 fue fichado por Sociedad Deportiva Aucas, equipo de la capital ecuatoriana, para disputar la Serie A y la Copa Ecuador. Tras una gran campaña donde se consolidó como uno de los defensas titulares logró el título de campeón con Sociedad Deportiva Aucas.

### Liga Deportiva Universitaria
El 28 de noviembre de 2022 se hizo oficial su incorporación por parte de Liga Deportiva Universitaria, con un contrato por tres años llegó en condición de jugador libre. Tras dos temporadas destacadas siendo uno de los jugadores más regulares y con tres títulos conseguidos, dos a nivel local y uno internacional, firmó la extensión de su contrato en enero de 2025 hasta finales de 2027.

## Estadísticas

### Clubes
Actualizado al último partido disputado el 14 de agosto de 2025.
| Club                                   | Div.          | Temporada     | Liga  | Liga  | Copas nacionales | Copas nacionales | Copas internacionales | Copas internacionales | Total | Total | Total  |
| Club                                   | Div.          | Temporada     | Part. | Goles | Part.            | Goles            | Part.                 | Goles                 | Part. | Goles | Asist. |
| -------------------------------------- | ------------- | ------------- | ----- | ----- | ---------------- | ---------------- | --------------------- | --------------------- | ----- | ----- | ------ |
| Don Bosco F. C. Haití                  | 1.ª           | 2016-17       | 0     | 0     | 0                | 0                | 4                     | 0                     | 4     | 0     | 0      |
| Don Bosco F. C. Haití                  | Total club    | Total club    | 0     | 0     | 0                | 0                | 4                     | 0                     | 4     | 0     | 0      |
| Santiago Morning · Chile               | 2.ª           | 2016-17       | 13    | 1     | 0                | 0                | —                     | —                     | 13    | 1     | 0      |
| Santiago Morning · Chile               | 2.ª           | 2017          | 10    | 0     | 2                | 0                | —                     | —                     | 12    | 0     | 0      |
| Santiago Morning · Chile               | 2.ª           | 2018          | 28    | 1     | 0                | 0                | —                     | —                     | 28    | 1     | 0      |
| Santiago Morning · Chile               | Total club    | Total club    | 51    | 2     | 2                | 0                | 0                     | 0                     | 53    | 2     | 0      |
| Magallanes · Chile                     | 2.ª           | 2019          | 22    | 1     | 0                | 0                | —                     | —                     | 22    | 1     | 0      |
| Magallanes · Chile                     | 2.ª           | 2020          | 23    | 0     | 0                | 0                | —                     | —                     | 23    | 0     | 0      |
| Magallanes · Chile                     | Total club    | Total club    | 45    | 1     | 0                | 0                | 0                     | 0                     | 45    | 1     | 0      |
| Mushuc Runa · Ecuador                  | 1.ª           | 2021          | 24    | 0     | —                | —                | —                     | —                     | 24    | 0     | 0      |
| Mushuc Runa · Ecuador                  | Total club    | Total club    | 24    | 0     | 0                | 0                | 0                     | 0                     | 24    | 0     | 0      |
| Aucas · Ecuador                        | 1.ª           | 2022          | 27    | 0     | 2                | 0                | —                     | —                     | 29    | 0     | 0      |
| Aucas · Ecuador                        | Total club    | Total club    | 27    | 0     | 2                | 0                | 0                     | 0                     | 29    | 0     | 0      |
| Liga Deportiva Universitaria · Ecuador | 1.ª           | 2023          | 28    | 0     | 0                | 0                | 12                    | 0                     | 40    | 0     | 3      |
| Liga Deportiva Universitaria · Ecuador | 1.ª           | 2024          | 27    | 1     | 2                | 0                | 11                    | 1                     | 40    | 2     | 1      |
| Liga Deportiva Universitaria · Ecuador | 1.ª           | 2025          | 16    | 1     | 2                | 0                | 6                     | 0                     | 24    | 1     | 0      |
| Liga Deportiva Universitaria · Ecuador | Total club    | Total club    | 71    | 2     | 4                | 0                | 29                    | 1                     | 104   | 3     | 4      |
| Total carrera                          | Total carrera | Total carrera | 218   | 5     | 8                | 0                | 33                    | 1                     | 259   | 6     | 4      |
| 1. 2.                                  |               |               |       |       |                  |                  |                       |                       |       |       |        |

## Palmarés

### Campeonatos nacionales
| Título                  | Club                         | Año  |
| ----------------------- | ---------------------------- | ---- |
| Liga de fútbol de Haití | Don Bosco F. C.              | 2015 |
| Serie A de Ecuador      | Aucas                        | 2022 |
| Serie A de Ecuador      | Liga Deportiva Universitaria | 2023 |
| Serie A de Ecuador      | Liga Deportiva Universitaria | 2024 |
| Supercopa de Ecuador    | Liga Deportiva Universitaria | 2025 |

### Campeonatos internacionales
| Título            | Club                         | Año  |
| ----------------- | ---------------------------- | ---- |
| Copa Sudamericana | Liga Deportiva Universitaria | 2023 |

### Distinciones individuales
| Distinción                                                      | Año  |
| --------------------------------------------------------------- | ---- |
| Once ideal de la Serie A de Ecuador                             | 2022 |
| Mejor defensa central de la Serie A de Ecuador                  | 2022 |
| El PRO (Mejor jugador de la temporada de la Serie A de Ecuador) | 2022 |
| Parte del Equipo Ideal de la Copa Sudamericana                  | 2023 |
| Once ideal de la LigaPro Serie A                                | 2023 |
| Mejor defensa central de la LigaPro Serie A                     | 2023 |
| Deportista del año en Haití                                     | 2024 |
| Mejor defensa central de la LigaPro Serie A                     | 2024 |
| Once ideal de la LigaPro Serie A                                | 2024 |